# كيمبل أندرس
كيمبل أندرس (بالإنجليزية: Kimble Anders)‏ هو لاعب كرة قدم أمريكية أمريكي، ولد في 10 سبتمبر 1966 في غالفستون في الولايات المتحدة.

## وصلات خارجية
- كيمبل أندرس على موقع مرجع كرة القدم المحترفة.كوم (الإنجليزية)
- كيمبل أندرس على موقع IMDb (الإنجليزية)